# Алфред Кірва Єго
Алфред Кірва Єго  (англ. Alfred Kirwa Yego, 28 листопада 1986) — кенійський легкоатлет, олімпійський медаліст.
Вперше заявив про себе на чемпіонаті світу серед юніорів в 2004 році. На чемпіонаті світу 2005 року в Гельсінках зайняв 4-е місце в четвертому попередньому забігу і не зміг вийти в наступне коло змагань. У 2009 році на гран-прі Рієті встановив особистий рекорд в бігу на 800 метрів 1: 42.67.
Переможець змагань World Challenge Beijing 2013 року.

## Виступи на Олімпіадах
| Олімпіада  | Дисципліна        | Місце |
| ---------- | ----------------- | ----- |
| Пекін 2008 | біг на 800 метрів | 3     |